# Drepanophiletis castaneata
Drepanophiletis castaneata là một loài bướm đêm trong họ Noctuidae.